# Volley Soverato 2019-2020
Questa voce raccoglie le informazioni riguardanti il Volley Soverato nelle competizioni ufficiali della stagione 2019-2020.

## Organigramma societario
Area direttiva
- Presidente: Antonio Matozzo

Area tecnica
- Allenatore: Bruno Napolitano
- Allenatore in seconda: Diego Boschini
- Scout man: Antonio Mariano

## Rosa
| N° | Nome               | Ruolo | Data di nascita   | Nazionalità sportiva |
| -- | ------------------ | ----- | ----------------- | -------------------- |
| 1  | Martina Miceli     | S     | 21 aprile 1997    | Italia               |
| 3  | Chiara Mason       | S     | 11 luglio 2000    | Italia               |
| 7  | Giorgia Quarchioni | S     | 3 aprile 1995     | Italia               |
| 9  | Eleonora Muscetti  | P     | 26 giugno 2002    | Italia               |
| 10 | Giulia Gibertini   | L     | 30 settembre 1984 | Italia               |
| 11 | Vittoria Repice    | C     | 1º giugno 1986    | Italia               |
| 12 | Irene Botarelli    | O     | 18 giugno 1996    | Italia               |
| 13 | Chiara Riparbelli  | C     | 26 aprile 1996    | Italia               |
| 14 | Laura Bortoli      | P     | 9 gennaio 1996    | Italia               |
| 17 | Anna Caneva        | C     | 18 marzo 1992     | Italia               |
| 18 | Silvana Čauševa    | S     | 19 maggio 1995    | Bulgaria             |

## Risultati

### Serie A2

#### Regular season

##### Girone di andata
| 1ª giornata - 6 ottobre 2019 Palazzetto dello sport, Martignacco         | Libertas Martignacco | 1 - 3 | Soverato    | 15-25, 19-25, 31-29, 23-25        |
| 2ª giornata - 13 ottobre 2019 PalaScoppa, Soverato                       | Soverato             | 3 - 0 | Hermaea     | 25-22, 25-18, 25-20               |
| 3ª giornata - 20 ottobre 2019 PalaPaganelli, Sassuolo                    | Academy Sassuolo     | 3 - 2 | Soverato    | 23-25, 25-15, 25-23, 21-25, 15-12 |
| 4ª giornata - 27 ottobre 2019 PalaScoppa, Soverato                       | Soverato             | 3 - 2 | Pinerolo    | 21-25, 26-24, 26-24, 23-25, 15-10 |
| 5ª giornata - 31 ottobre 2019 PalaCesari, Cutrofiano                     | Cutrofiano           | 3 - 1 | Soverato    | 23-25, 25-19, 25-20, 25-15        |
| 6ª giornata - 3 novembre 2019 PalaScoppa, Soverato                       | Soverato             | 3 - 1 | Club Italia | 25-18, 25-21, 22-25, 25-22        |
| 7ª giornata - 10 novembre 2019 Palazzetto dello sport, S. Giovanni in M. | Adolfo Consolini     | 3 - 0 | Soverato    | 25-22, 25-10, 25-20               |
| 8ª giornata - 17 novembre 2019 PalaScoppa, Soverato                      | Soverato             | 3 - 2 | Talmassons  | 25-17, 25-19, 23-25, 23-25, 18-16 |
| 9ª giornata - 24 novembre 2019 Palestra Magagni, Castelnuovo Rangone     | Montale              | 1 - 3 | Soverato    | 17-25, 25-23, 19-25, 23-25        |

##### Girone di ritorno
| 10ª giornata - 1º dicembre 2019 PalaScoppa, Soverato             | Soverato    | 3 - 2 | Libertas Martignacco | 26-28, 21-25, 25-13, 25-13, 15-8  |
| 11ª giornata - 8 dicembre 2019 Geopalace, Olbia                  | Hermaea     | 1 - 3 | Soverato             | 21-25, 25-20, 20-25, 19-25        |
| 12ª giornata - 15 dicembre 2019 PalaScoppa, Soverato             | Soverato    | 3 - 2 | Academy Sassuolo     | 25-23, 25-15, 17-25, 22-25, 20-18 |
| 13ª giornata - 22 dicembre 2019 Palazzetto dello sport, Pinerolo | Pinerolo    | 1 - 3 | Soverato             | 25-12, 23-25, 22-25, 23-25        |
| 14ª giornata - 26 dicembre 2019 PalaScoppa, Soverato             | Soverato    | 3 - 1 | Cutrofiano           | 25-21, 25-14, 14-25, 25-21        |
| 15ª giornata - 29 dicembre 2019 Centro Pavesi, Milano            | Club Italia | 2 - 3 | Soverato             | 25-21, 20-25, 25-27, 25-23, 8-15  |
| 16ª giornata - 5 gennaio 2020 PalaScoppa, Soverato               | Soverato    | 1 - 3 | Adolfo Consolini     | 23-25, 19-25, 25-16, 23-25        |
| 17ª giornata - 12 gennaio 2020 Palestra comunale, Talmassons     | Talmassons  | 1 - 3 | Soverato             | 21-25, 25-14, 14-25, 21-25        |
| 18ª giornata - 19 gennaio 2020 PalaScoppa, Soverato              | Soverato    | 3 - 1 | Montale              | 25-18, 25-17, 19-25, 25-18        |

#### Pool promozione

##### Girone di andata
| 1ª giornata - 9 febbraio 2020 PalaScoppa, Soverato  | Soverato        | 3 - 2 | CUS Torino     | 25-20, 18-25, 23-25, 25-17, 15-13 |
| 2ª giornata - 16 febbraio 2020 PalaCosta, Ravenna   | Olimpia Teodora | 3 - 2 | Soverato       | 25-17, 25-21, 18-25, 23-25, 15-13 |
| 3ª giornata - 23 febbraio 2020 PalaScoppa, Soverato | Soverato        | 2 - 3 | Trentino Rosa  | 16-25, 25-21, 14-25, 25-19, 13-15 |
| 4ª giornata - 1º marzo 2020 PalaScoppa, Soverato    | Soverato        | -     | Futura Giovani | annullata                         |
| 5ª giornata - 8 marzo 2020 PalaManera, Mondovì      | Mondovì         | -     | Soverato       | annullata                         |

##### Girone di ritorno
| 6ª giornata - 15 marzo 2020 PalaRuffini, Torino                 | CUS Torino     | - | Soverato        | annullata |
| 7ª giornata - 22 marzo 2020 PalaScoppa, Soverato                | Soverato       | - | Olimpia Teodora | annullata |
| 8ª giornata - 29 marzo 2020 PalaSanbapolis, Trento              | Trentino Rosa  | - | Soverato        | annullata |
| 9ª giornata - 5 aprile 2020 Palazzetto San Luigi, Busto Arsizio | Futura Giovani | - | Soverato        | annullata |
| 10ª giornata - 11 aprile 2020 PalaScoppa, Soverato              | Soverato       | - | Mondovì         | annullata |

### Coppa Italia di Serie A2

#### Fase a eliminazione diretta
| Quarti di finale - 22 gennaio 2020 PalaScoppa, Soverato | Soverato | 0 - 3 | Olimpia Teodora | 19-25, 18-25, 19-25 |

## Statistiche

### Statistiche di squadra
| Competizione             | Punti | In casa | In casa | In casa | In trasferta | In trasferta | In trasferta | Totale | Totale | Totale |
| Competizione             | Punti | G       | V       | P       | G            | V            | P            | G      | V      | P      |
| ------------------------ | ----- | ------- | ------- | ------- | ------------ | ------------ | ------------ | ------ | ------ | ------ |
| Serie A2                 | 42    | 11      | 9       | 2       | 10           | 6            | 4            | 21     | 15     | 6      |
| Coppa Italia di Serie A2 | -     | 1       | 0       | 1       | 0            | 0            | 0            | 1      | 0      | 1      |
| Totale                   | -     | 12      | 9       | 3       | 10           | 6            | 4            | 22     | 15     | 7      |

G = partite giocate; V = partite vinte; P = partite perse